# Invisibilitat
La invisibilitat és la qualitat d'un cos físic de no ser vist en condicions de llum normals per a un observador. Encara que més simple, generalment es tracta de la capacitat dels cossos físics que suposadament haurien de ser visibles i que no es poden veure. És l'antítesi d'allò que és visible. Fins a principis del segle xxi aquesta qualitat només era possible a la natura i es donava en alguns gasos i objectes o éssers que per la seua mida, l'ull humà no era capaç de veure sense ajuda d'unes lents o altra tecnologia dissenyada per a aquest menester.
Els científics tenen diverses teories respecte a la possibilitat d'haver descobert la manera d'alterar l'efecte de la llum damunt d'un cos físic visible per aconseguir l'efecte d'invisibilitat de forma artificial gràcies a teles compostes per estructures electròniques nanomètriques. Aquestes teories estan especialment defensades pels científics japonesos que treballen amb les investigacions del professor Susumu Tachi, desenvolupades a la Universitat de Tokyo, a les instal·lacions o laboratoris Tachi.
Conceptualment com a mínim eixes peces són en realitat emissors/receptors de vídeo i allò que fan és projectar al front allò que hi ha darrere d'elles, creant així una il·lusió d'invisibilitat.
Per a entendre'ns, si ens posem davant d'un arbre, projectarà la imatge d'eixe arbre al nostre cos, a mida real i amb tots els objectes que l'envolten, això dona tot un nou significat a la paraula "camuflatge".
La consecució d'aquest fet té importants aplicacions a la indústria de l'espionatge i la guerra. Encara que també podria ser utilitzat per a una millor observació d'espècies animals en el seu medi natural i millorar l'estètica i la il·luminació d'alguns llocs on les edificacions han creat un paisatge poc acollidor per a l'ésser humà.
La invisibilitat ha sigut tractada a nombroses ocasions per escriptors i cineastes de ficció ja siga científica o màgica, quasi sempre plantejant el risc que suposa que aquest do caiguera en mans equivocades.

## Invisibilitat a la ficció
A continuació es llisten exemples famosos de personatges de la literatura i el cinema:
- L'heroi Perseu anant equipat amb una capa d'invisibilitat per a matar Medusa.
- La pel·lícula Hollow Man o l'home sense ombra, amb l'actor Kevin Bacon on s'experimenta amb la invisibilitat de forma química. Parlant dels problemes que podria introduir un llarg període d'invisibilitat.
- Frodo Saquet quan es posa l'anell màgic
- Griffin, el protagonista de la novel·la L'home invisible de H. G. Wells
- Violeta, l'adolescent de Els increïbles
- Els àliens de la sèrie de Predator
- Harry Potter en diverses pel·lícules de la saga gràcies a la capa d'invisibilitat